# 诺卧格洛德克省 (1507年—1795年)

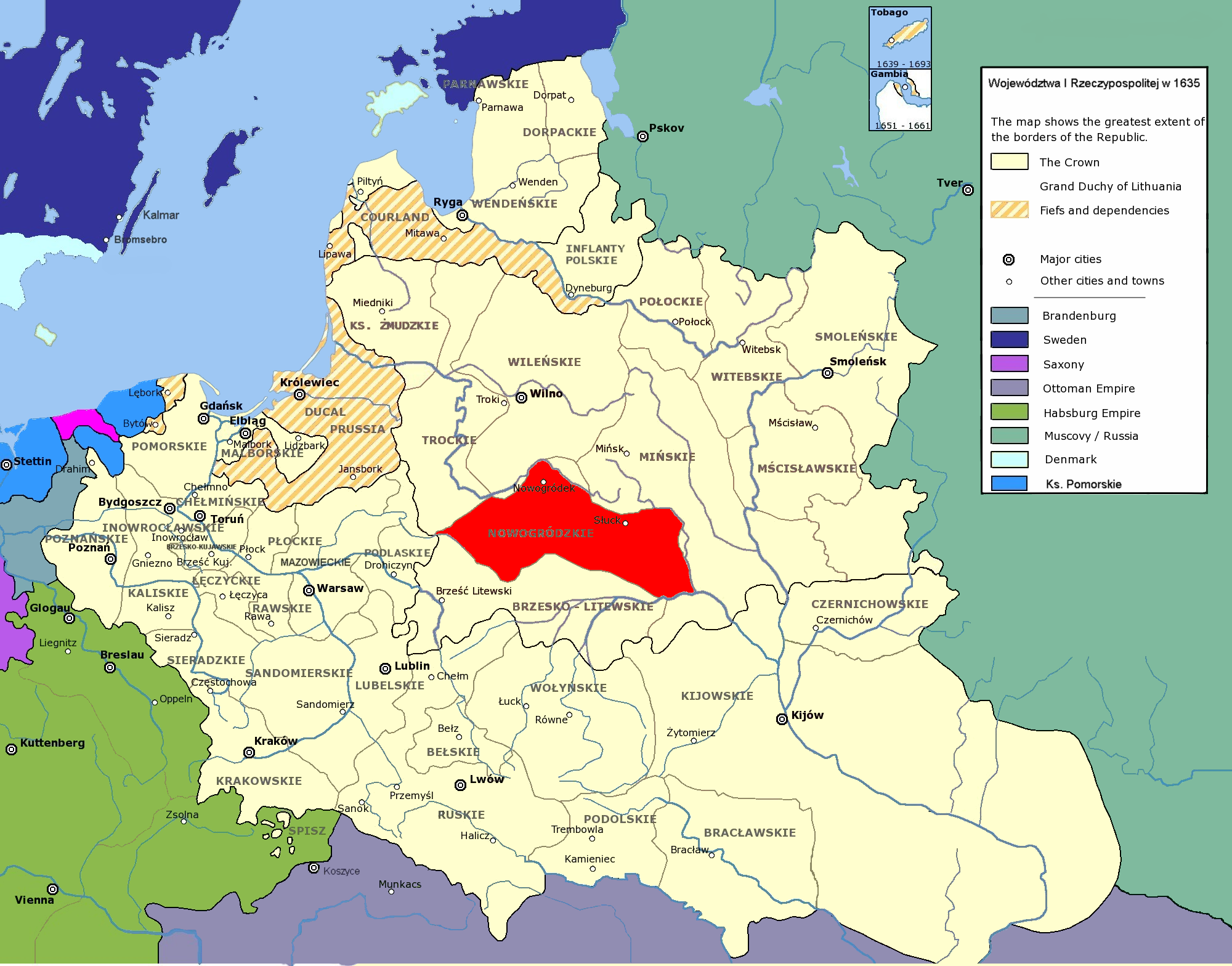
诺卧格洛德克省在波兰立陶宛联邦的位置

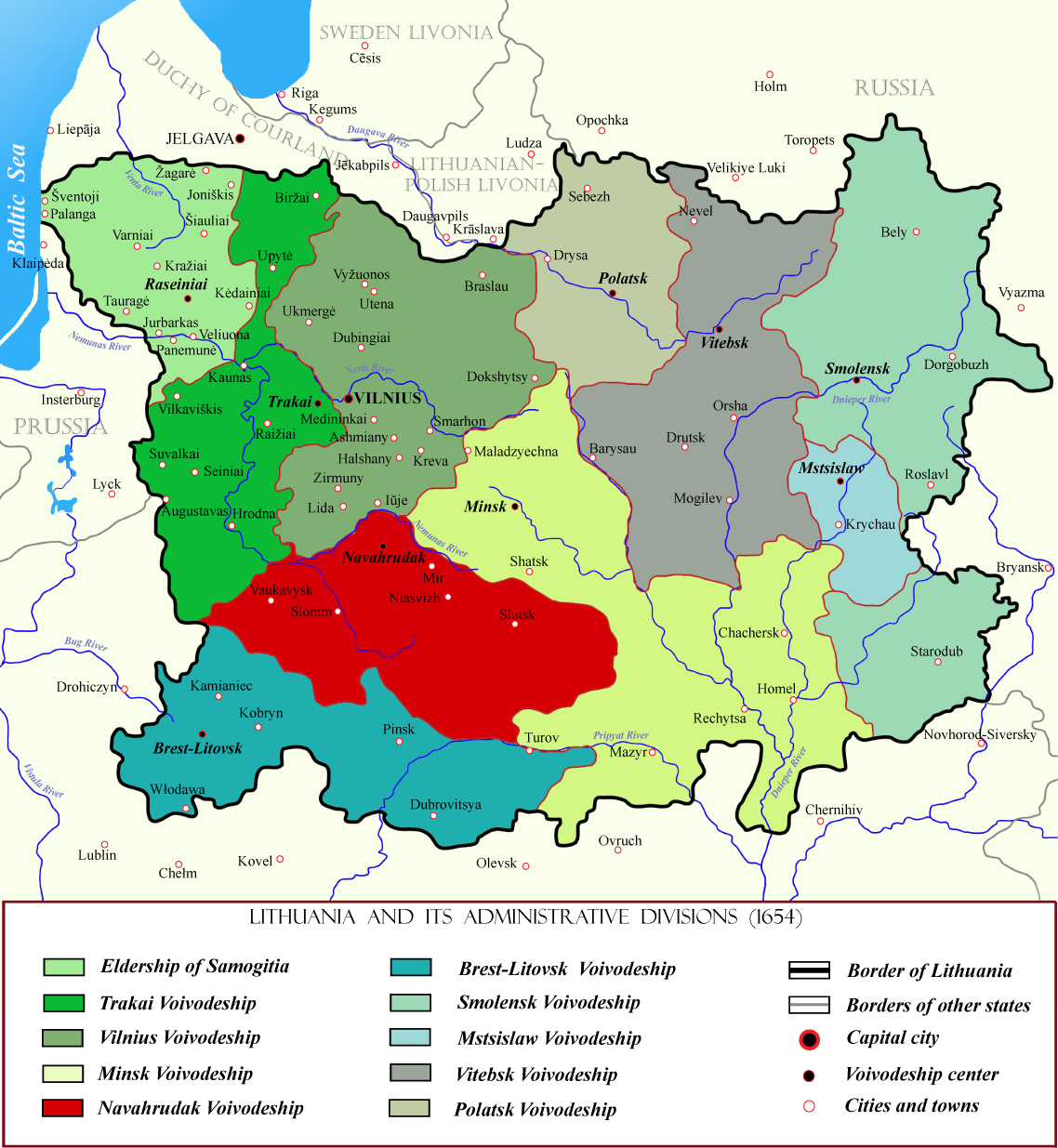
17世纪的诺卧格洛德克省（红色）

诺卧格洛德克省（波蘭語：województwo nowogródzkie）是一个属于立陶宛大公国（从1507年起）和波兰立陶宛联邦（从1569年起）的行政区划。

### 政府部门所在地
首府：
- 诺卧格洛德克（现属白俄罗斯）。

## 行政区划
- 诺卧格洛德克县
- 瓦夫卡维斯克县
- 斯沃尼姆县
- 斯乌茨克公国

## 政治
在色姆有两个参议员和两个副手席位，在立陶宛法院有两个代表。

### 省总督
- 马尔提纳斯·格斯塔乌塔斯（1464年–1471年）
- 阿尔布雷希特·格斯塔乌塔斯（1508年–1514年）
- 斯坦尼斯洛瓦斯·格斯塔乌塔斯（1530年–1542年）
- 米科瓦耶·萨佩哈（1618年–1638年）
- 亚历山大·斯乌施卡（1638年–1643年）
- 托马什·萨佩哈（1643年–1646年）